# Birkelbach
Birkelbach is een deel van de Duitse gemeente Erndtebruck, deelstaat Noordrijn-Westfalen. Birkelbach hoort bij de Kreis Siegen-Wittgenstein en telt 842 inwoners (2007).
Birkelbach ligt aan de Uerdinger Linie, in het traditionele gebied van het Moezelfrankisch of het Hessisch. Birkelbach ligt tussen Böhl en Birkefehl. 

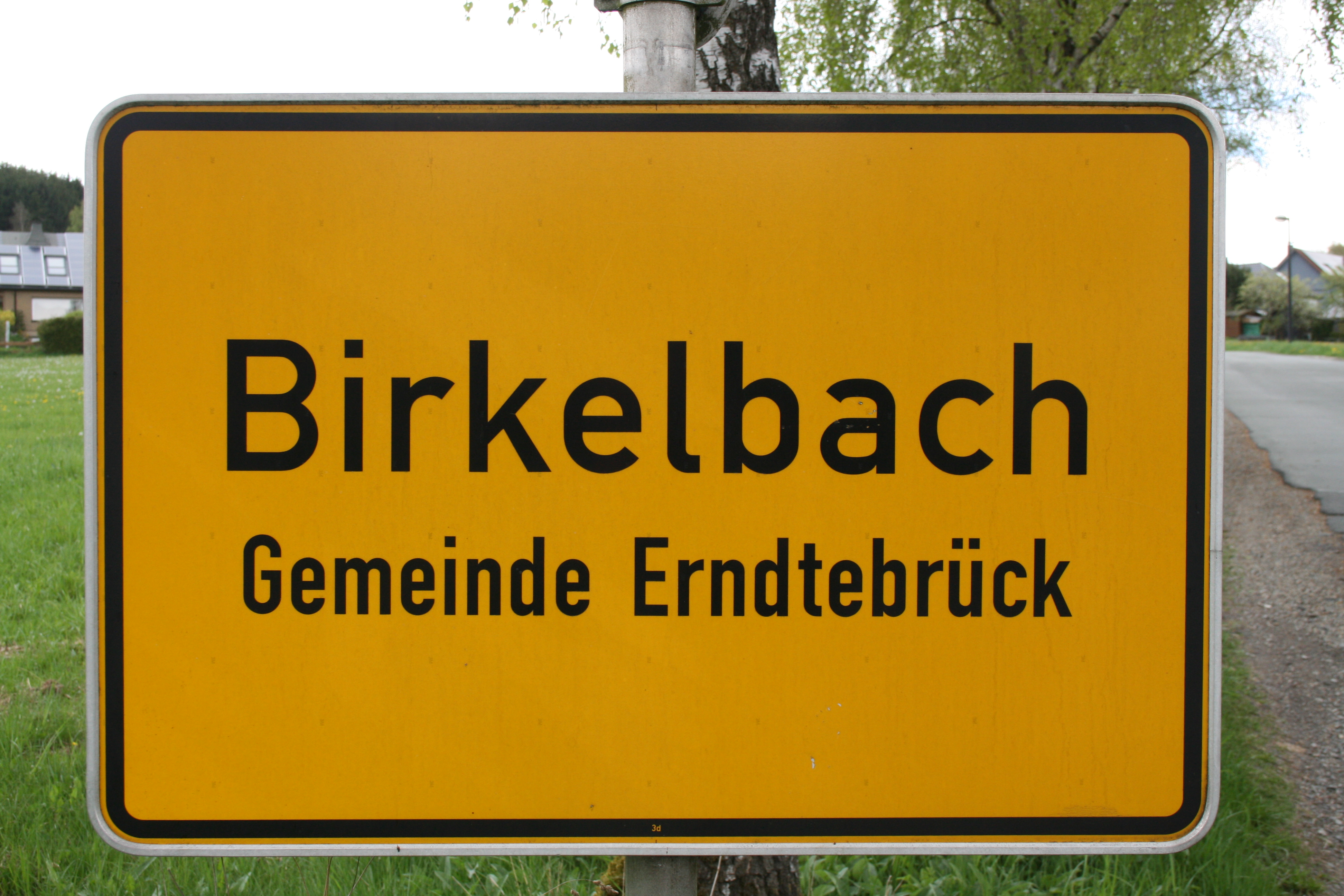
Birkelbach
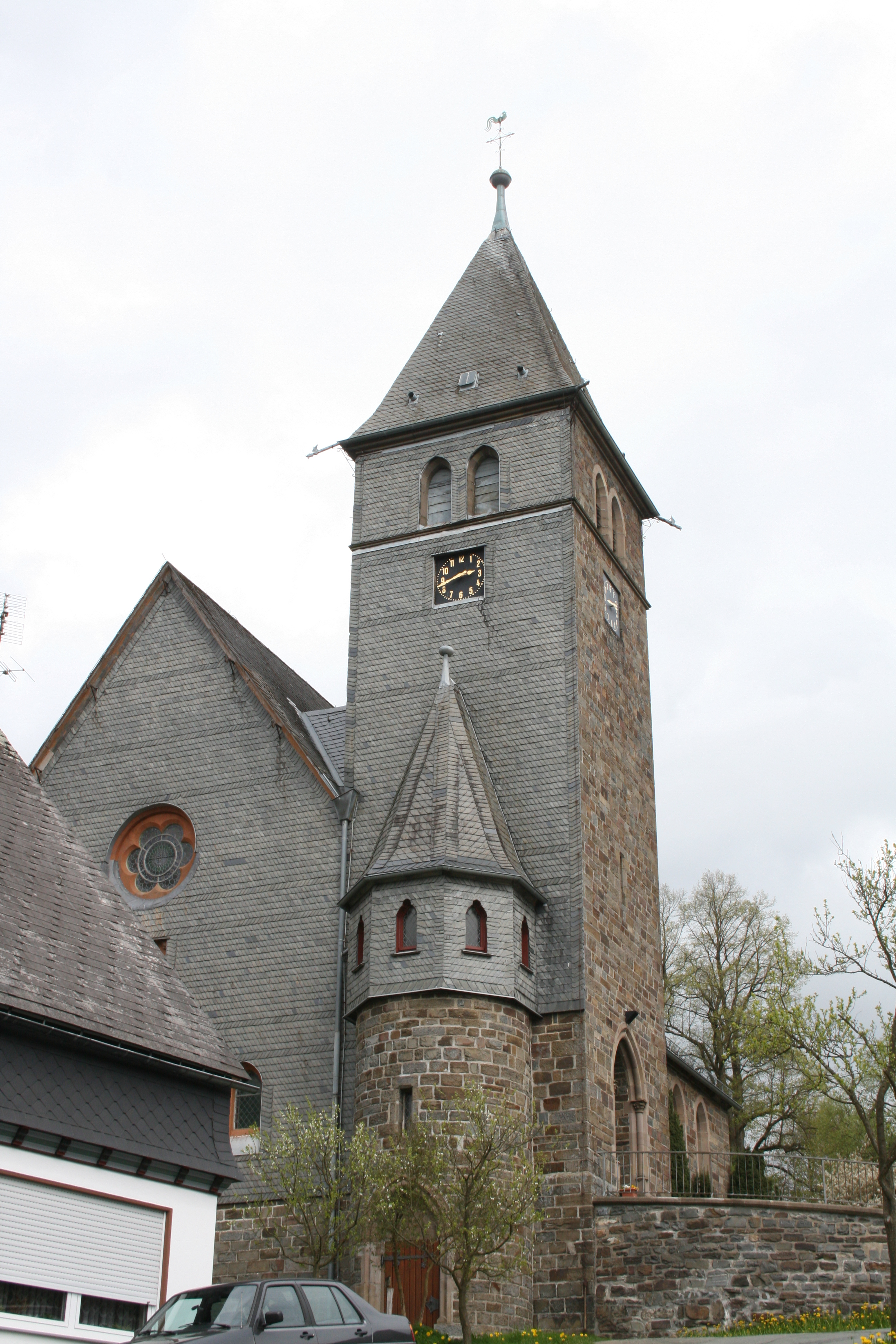
Kerk in Birkelbach
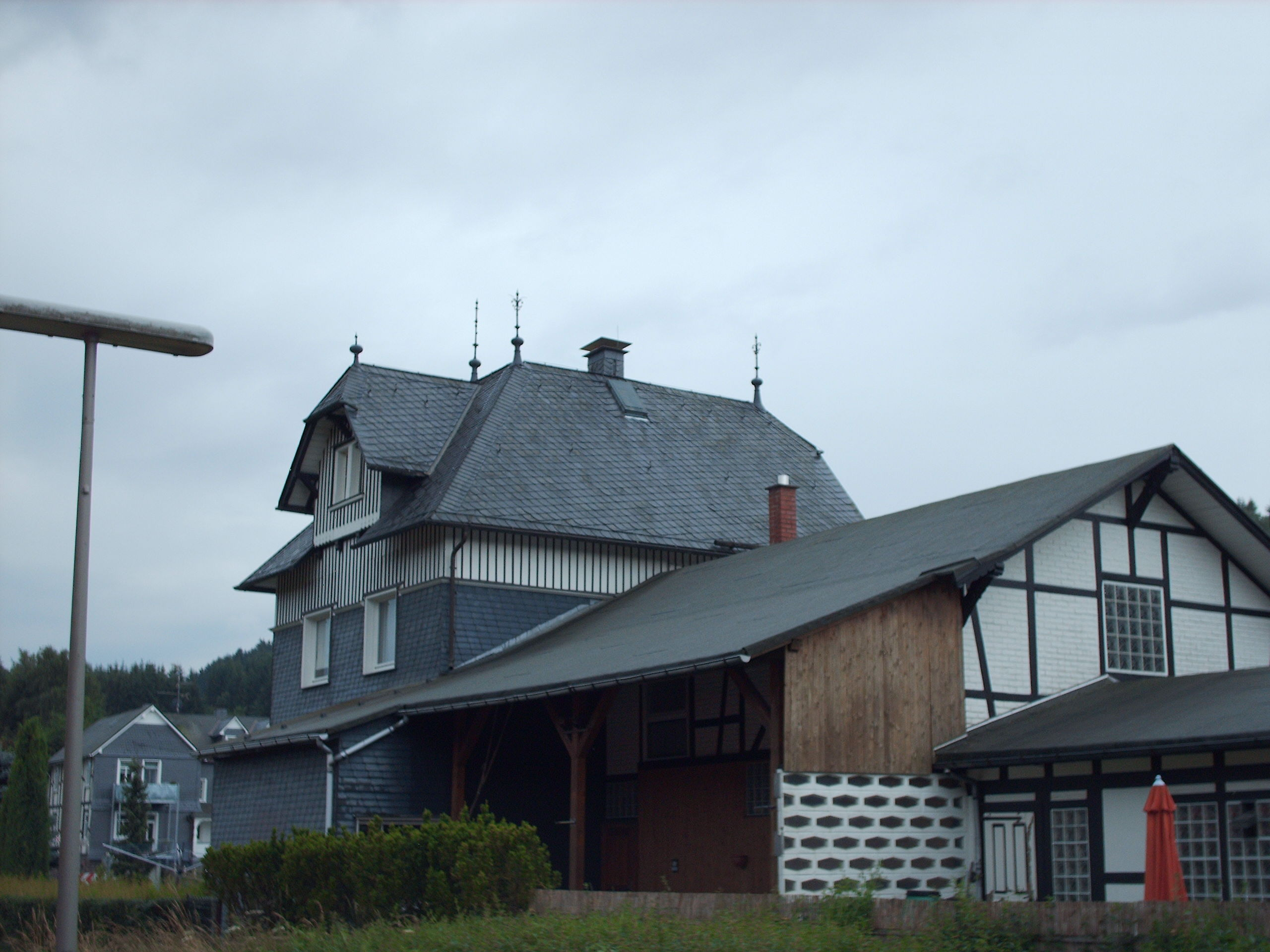
Station van Birkelbach